# Оболенский, Матвей Венедиктович
Матве́й Венеди́ктович Оболе́нский (около 1635 — 16 (26) ноября 1687) — князь, стольник, воевода и окольничий, в царствование Алексея Михайловича, Фёдора Алексеевича, Ивана V и Петра I Алексеевичей.
Средний из трёх сыновей князя Венедикта Андреевича Оболенского от брака с Аграфеной Алексеевной Чичериной.

## Биография
На приёме грузинского царя Теймураза I «перед государём есть ставил» (06 июля 1658). На отпуске кахетинского царевича Николая, исполнял те же обязанности (08 мая 1660). 
На государевом смотру в Москве сотенный голова у дворян (27 января 1664). Участвовал в проводах патриарха Антиохийского Макария (11 июня 1668). Отправлен в Севск к боярину и воеводе князю Г. С. Куракину и «к ратным людям с государевым жалованием и милостивым словом» (июль 1668). Дневал и ночевал при гробе царевича Семеона Алексеевича (1669) и тоже при гробе царевича Алексея Алексеевича (1670). На приёме шведского посла числился головою у 1-й сотни дворян (31 декабря 1673). Приглашён к государеву столу (07 сентября 1674). На смотру государя был головою у 1-й сотни дворян (1675). Поручено ехать в Чудов монастырь «кормить архимандрита с братией» (20 мая 1675). Сопровождал царя Фёдора Алексеевича в Савин-Сторожевский монастырь (03 сентября 1678). Упомянут в чине свадьбы государя с Марфой Матвеевной Апраксиной «за обеденным столом подчивал касимовских и сибирских царевичей» (12 февраля 1682). Пожалован царями Иваном V и Петром I Алексеевичами в окольничие (1683). Занимал и приготовлял помещения для Государя при его путешествии в Суздаль на богомолье и к Троице (сентябрь 1683). Умер († 1688).
Похоронен в Московском Кремле в Чудов монастыре (монастырь снесён 1929—1932, захоронение утрачено).
Старец Макарий, уступил ему, внуку своему, поместья: в  Нижнем, Курмыше, Арзамасе и Шацке (1642). Получил с братьями — Иваном и Григорием вотчину деда князя Фёдора Тимофеевича Оболенского в Дмитровском уезде (1650). По жалованной грамоте получил: за Литовские походы (1654-1656) вотчины в Нижегородском уезде, по указу Государя получил в Москве дворовое загородное место за Смоленскими воротами и за Земляным городом, позади Благовещенской слободы (17 января 1677), получил шесть поместий в Дмитровском уезде (1679), За Троицкий поход (1683), получил по жалованной грамоте из поместья в вотчину село Кобяково Шацкого уезда (23 мая 1685). После его смерти поместья и вотчины отошли сыновьям — Михаилу и Василию Матвеевичам.

## Семья
Трижды женат:
1. Авдотья Ждановна Кондырева (с 1655), дочь окольничего Ждана (Тимофея) Васильевича Кондырева, в приданое дана вотчина село Ваулово во Владимирским уезде.
2. Авдотья Матвеевна Поливанова (с 26 февраля 1671).
3. Татьяна Фёдоровна Пушкина (с 12 июля 1676).

От первого брака оставил двух сыновей: Михаила и Василия Матвеевичей, а также дочь Степаниду, выданную за П. М. Апраксина.

## Критика
Дата смерти († 1688) князя Матвея Венедиктовича определялась на основании заявления его сына в челобитной и упоминания в Указателе к Боярским книгам, и как будто бы подтверждается переходом имений его сыновьям. С другой стороны, в Путеводителе к древностям и достопримечательностям Москвы, годом его смерти показан († 1685), что подтверждается тем, после (1685) о нём не имеется ни каких доказательств и упоминаний, ни служебных ни имущественных. Там же и сказано, что он погребён в Чудовом монастыре.